# Diktatura
Diktatura, tudi diktatorstvo, je politična ureditev, v kateri ima vladajoči razred, največkrat pa posameznik, neomejeno oblast. Avtokratski vodja tovrstne države oziroma vlade je  diktator. Nekateri znanstveni pristopi opredeljujejo diktatorstvo kot obliko vladavine, ki ima moč, da vlada brez odobritve ljudstva (podobno kot avtoritarizem), medtem ko totalitarizem opisuje državo, ki ureja skoraj vsak vidik družbenega in privatnega vedenja državljanov. Z drugimi besedami, diktatorstvo se nanaša na izvor vladajoče moči (od kod prihaja), totalitarizem pa se nanaša na področje vladanja. V tem smislu je diktatorstvo (vlada brez odobritve s strani državljanov) kontrast demokraciji (vlada prihaja iz ljudskih vrst), totalitarizem (vlada nadzoruje vsako perspektivo človeškega življenja) pa je nasprotje pluralizma (vlada dovoljuje različne stile življenja in mnenj).  
Diktatura je v splošnem pogosto obravnavana kot samovoljna in nasilna oblika vladavine, ki je ne omejujejo nobeni zakoni in se opira predvsem na zagotavljanje avtoritete z uporabo sile. Javnost je cenzurirana, zato je kakršnokoli delovanje proti oblastniški strukturi, vključno s kritiko, kaznovano. V diktaturi je religija največkrat preganjana, saj predpostavlja višjo avtoriteto.